# رفراف سولاوسي القزم
رفراف سولاوسي القزم أو رفراف ذو التاج الأزرق (الاسم العلمي Ceyx fallax)، نوع طير من مخيط الماء وفصيلة رفرافيات. موطنه سولاوسي.